# Parapsammophila unguicularis
Parapsammophila unguicularis är en biart som först beskrevs av Kohl 1901.  Parapsammophila unguicularis ingår i släktet Parapsammophila och familjen grävsteklar. Inga underarter finns listade i Catalogue of Life.